# Крин Антонеску
Крин Антонеску (Тулча, 21. септембар 1959) је румунски политичар, бивши председник Национално-либералне партије (ПНЛ) од 2009. до 2014. као и бивши председник Сената Румуније између 2012. и 2014. године. Био је кандидат ПНЛ-а на председничким изборима 2009. где је у првом кругу био трећи. Такође, између 10. јула и 27. августа 2012. био је вршилац дужности председника Румуније, током суспензије Трајана Басескуа са функције. Тренутно је кандидат на председничким изборима у Румунији 2025. године.

## Порекло и образовање
Крин Антонеску је рођен у Тулчи, седишту истоимене жупаније. Одгајао га је отац, који га је охрабрио да студира за професора историје на Универзитету у Букурешту. Године 1978. победио је на националној олимпијади из историје. Дипломирао је на универзитету 1985. са дипломом историје и филозофије. 
Након открића једног новинара, Антонеску је признао да је поновио две године студија, наводећи да је једном понављао намерно, а други пут јер је желео да остане у Букурешту са супругом, која је још била студент. 

## Професионална каријера
Након што је завршио факултет 1985, Антонеску је предавао историју као професор у општини Солешти, жупанија Васлуј. Касније се вратио у Тулчу и наставио своје наставне активности у комуни Никулицел до 1989, где је предавао историју и француски језик. Тамо је пријављен висок ниво изостанака. Између 1989. и 1990. радио је као кустос у Историјско-археолошком музеју у Тулчи, а током тог периода наставио је да предаје у средњој школи „Спиру Харет”, пре него што је изабран за члана парламента. 

## Политичка каријера
Антонеску је изабран за председничког кандидата на председничким изборима 2025. године од стране актуелне мањинске владе у оквиру коалиције „Изборни савез Румунија напред”.